# Radensleben (Neuruppin)
Radensleben ist ein Ortsteil der Kreisstadt Neuruppin im Landkreis Ostprignitz-Ruppin in Brandenburg. 

## Geografie
Der Ort liegt südöstlich der Kernstadt Neuruppin an der Einmündung der Landesstraße L 167 in die L 164. Westlich erstreckt sich der 807 ha große Ruppiner See.

## Geschichte

### Namen und Rittergüter
Der Ort wurde erstmals im Jahre 1396 als Rodensleue erwähnt und die Dorfkirche als rechteckiger Feldsteinbau mit spätgotischem quadratischem Westturm stammt aus der gleichen Zeit.
In den Urkunden wird Radensleben auch Radenschleve, Radensleve und Rodensleve genannt und bestand im 15./16. Jahrhundert aus 4 Rittergütern mit den Besitzern:
- Denen von Bellin (Jacob von Bellin (* unbekannt; † Februar 1658) und seine Ehefrau Ilse von der Gröben), mit der Feldmark Rägelsdorf[3][4]
- Familie von Quast
- Kanzler Christian Distelmeyer
- Denen von Klitzing (Andre(a)s Klitzing zu Walsleben)[5]

Im Jahre 1664 besitzt an den Anteilen und Gütern Hans Dietrich von Barstorf noch einen Anteil, der ca. 1691 unter  Rittmeister Alexander Ludolf (Rudolf) von Quast (Landrat Ruppins von 1679 bis 1693) vereinigt wurde und jetzt als Rittersitz von Landrat von Quast geführt wird. Dieses separierte Gut hatte im Jahr 1772 22 Hufen, 560 Morgen Wiesenland und 800 Morgen große Bestände von Birken, Erlen, Kiefern und Eichen. Das Rittergut besaß 17 Ganzbauern (Vollhüfner) und 7 Kosätten und bestand aus dreieinhalb Pfarrhufen und 26 und ein halbes Hufen. Der Viehbestand belief sich auf 374 Rinder, 1854 Schafe und 110 Pferde.
Radensleben hatte 21 Wohnungen (Feuerstellen) und im Jahre 1798 339 Bewohner und unter diesen befanden sich 15 Einlieger, ein Förster, Radmacher (Rademacher), Zimmermann und Gärtner, 3 Hirten, 2 Schäfer und 2 Leineweber.
In den Jahren 1865 bis 1870 erfolgte eine Neugestaltung und durchgreifende Restaurierung der Dorfkirche Radensleben durch den preußischen Landeskonservator und Besitzer des Ortes Ferdinand von Quast.

### Eingemeindungen

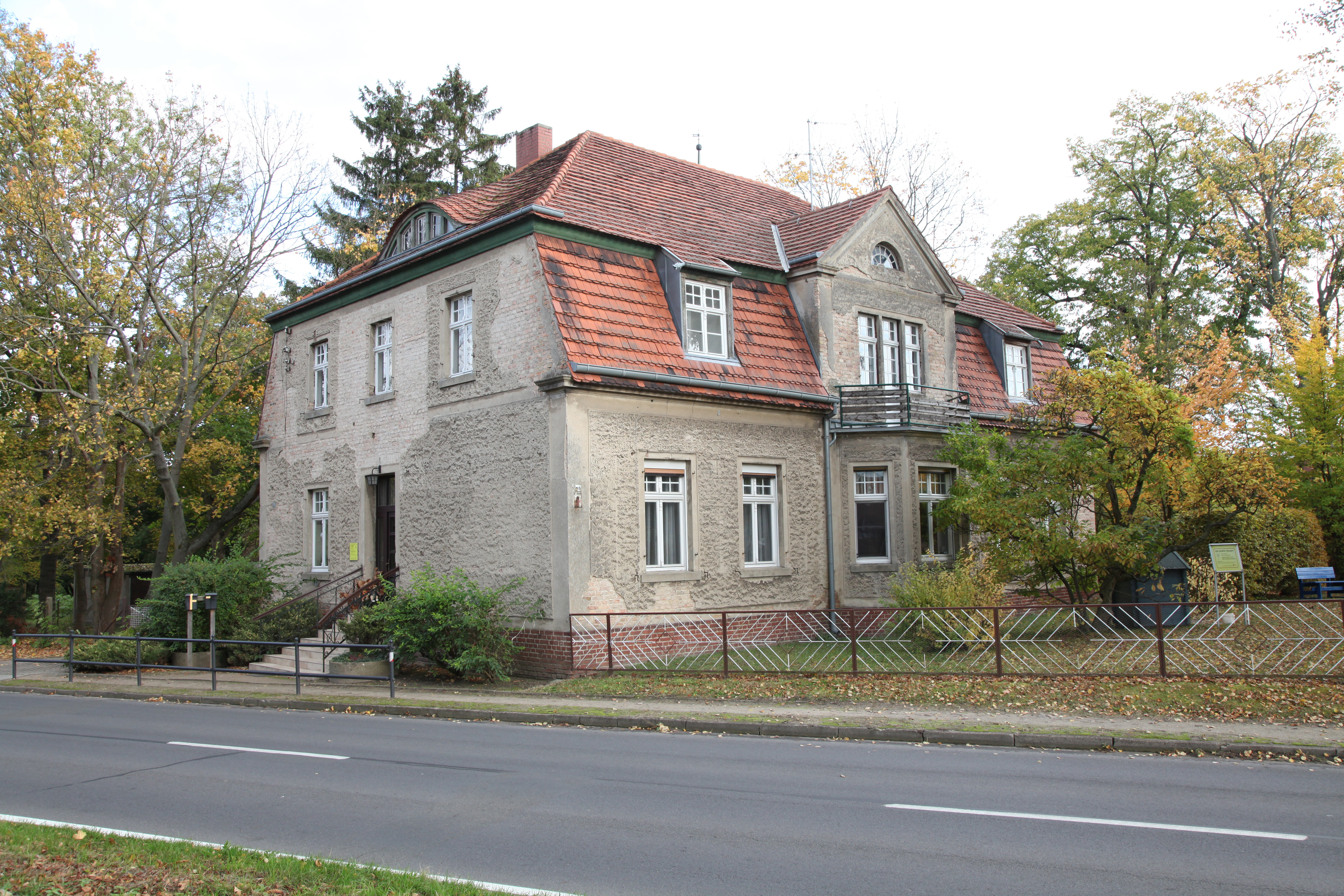
Pfarrhaus Radensleben Dorfstraße 89

Am 6. Dezember 1993 wurde aus den Gemeinden Buskow, Gnewikow, Gühlen-Glienicke, Karwe, Krangen, Lichtenberg, Molchow, Nietwerder, Radensleben, Stöffin, Wulkow und Wuthenow sowie der Stadt Alt Ruppin die neue Stadt Neuruppin gebildet. Seither ist Radensleben ein Ortsteil der Stadt Neuruppin.

### Einwohnerentwicklung
| Jahr      | 1766 | 1785 | 1798 | 2017 |
| Einwohner | 294  | 314  | 339  | 557  |

### Historische Landwirtschaft
| Aussaat     | Weizen                | Roggen                 | Gerste                 | Hafer                  | Erbsen               | Wicken      | Hirse      | Kartoffeln            | Leinsamen            | Klee         |
| Menge       | 1 Winspel 15 Scheffel | 37 Winspel 21 Scheffel | 21 Winspel 20 Scheffel | 20 Winspel 18 Scheffel | 4 Winspel 1 Scheffel | 13 Scheffel | 1 Scheffel | 13 Winspel 6 Scheffel | 2 Winspel 7 Scheffel | auf 9 Morgen |
| Tierbestand | Pferde                | Rinder                 | Schafe                 |                        |                      |             |            |                       |                      |              |
| Stück       | 110                   | 374                    | 1854                   |                        |                      |             |            |                       |                      |              |

## Verkehr
Durch den Ort führt die Landesstraße L 164 von Wustrau-Altfriesack nach Herzberg (Mark). Von dieser zweigt in der Ortsmitte die L 167 über Wuthenow nach Neuruppin ab. Die nächstgelegenen Autobahnzufahrten sind Neuruppin-Süd (13 km) sowie Neuruppin (15 km) an der A 24 Berlin-Hamburg. 
Der Haltepunkt Wustrau-Radensleben liegt an der Bahnstrecke Kremmen–Meyenburg etwa drei Kilometer südlich des Ortes und wird im SPNV durch die Linie RE 6 (Prignitz-Express) bedient.
Zusätzlich halten am Bahnhof Busse der Linie 777 des kreiseigenen Verkehrsbetriebes Ostprignitz-Ruppiner Personennahverkehrsgesellschaft.

## Sehenswürdigkeiten

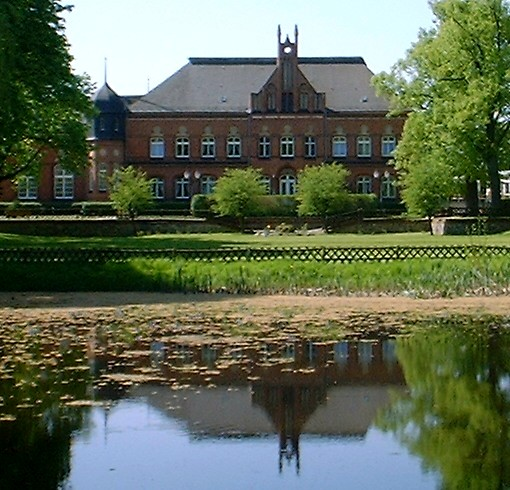
Radensleben Herrenhaus von Quast

In der Liste der Baudenkmale in Neuruppin sind für Radensleben neun Baudenkmale aufgeführt, u. a. die Dorfkirche Radensleben.

## Persönlichkeiten
- Leopold Heinrich von Quast (1742–1800), preußischer Landrat im Kreis Ruppin
- Ferdinand von Quast (1807–1877), erster preußischer Staatskonservator, Besitzer des Gutes Radensleben und Patron der Gutskirche Radensleben
- Ferdinand von Quast (1850–1939), preußischer General der Infanterie und Armeeoberbefehlshaber im Ersten Weltkrieg